# Zakariyya Tamer
Zakariyya Tamer (en árabe, زكريا تامر), transliterado Zakariyyā Tāmir, nacido el 2 de enero de 1931 en Damasco, Siria. Conocido como el maestro del cuento de la literatura árabe contemporánea.
Es uno de los más importantes escritores de relato corto del mundo árabe, así como un autor muy famoso de cuentos para niños en lengua árabe. Trabaja también como periodista por cuenta propia, escribiendo columnas satíricas en la prensa.
Sus volúmenes de relatos, a menudo recuerdan a cuentos, y son reconocidos tanto por la extrema sencillez del lenguaje que emplea, como por la cantidad de imágenes simbólicas que evoca. Su estilo acostumbra a ser crítico, y con frecuencia hace uso del surrealismo, como método de protesta contra la opresión y la represión política o social. La mayoría de las historias de Zakaria Tamer tratan temas como el de la crueldad humana, la opresión que padecen los pobres por parte del abuso de poder que cometen las clases altas. Muchos de los problemas políticos y sociales de su propio país, Siria, y del mundo árabe, son reflejados en las historias que encuadra el autor con un toque satírico, muy característico de su escritura.
Sus primeros cuentos fueron publicados en 1957. Desde entonces, ha publicado 11 libros de cuentos, 2 colecciones de artículos satíricos y numerosos libros infantiles. Y sus obras han sido traducidas a muchos idiomas.

## Biografía

### Inicios
Zakaria Tamer nació en 1931 en el distrito de Al-Basha de Damasco. Creció en un ambiente familiar humilde, y a los trece años en plena II guerra mundial, se vio obligado a abandonar la escuela para ponerse a trabajar. Trabajó dese albañil, herrero, impresor, tintero, hasta mecanógrafo. Tamer fue siempre autodidacta, pasó muchas de sus horas leyendo libros, se interesó en la política, y fue animado por algunos contactos del círculo intelectual, a reprender su educación a través de la escuela nocturna. Leyó vorazmente y la lectura le ayudó, como dijo más tarde en una entrevista, "para crear una voz que [él] no había sido capaz de encontrar [allí]". Su intención era representar en su escrito a los más pobres la mayoría de los hombres y las mujeres en Siria, con su existencia sin alegría y restringida.
Comenzó su carrera literaria en 1957, cuando publicó algunos cuentos en revistas sirios. Su primer manuscrito fue descubierto por Yusuf al-Khal, el poeta, crítico y editor de la revista Shi'r ("Poetry"), que en ese momento estaba actuando como padre del nacimiento de la poesía de la lengua árabe moderna. El talento que había detrás de la prosa poética de estas historias, era tan diferente a todo lo que se escribía en el árabe de la época, que Al-Khal decidió publicarlo, esto se convirtió en su primer libro de cuentos, titulado El relincho de el caballo blanco.
La colección le trajo mucha atención y fama entre el público y, asimismo, con la crítica.

### 1960-1981
Después de su éxito literario, que se reflejó en la buena acogida de su primera colección, dejó su trabajo como herrero y se embarcó en una nueva carrera como funcionario del gobierno, así como editor de varias revistas, incluidas las revistas culturales Al Mawqif al-Adabi y Al marifah, y la revista infantil Osama.
Jugó un papel decisivo en la creación de la Unión de Escritores sirio en Siria 1968. Fue elegido miembro de la mesa ejecutiva responsable de la edición y la impresión, y fue vicepresidente de la Unión durante cuatro años.
En 1980 fue despedido de la edición del periódico al-marifah, publicado por el Ministerio de Cultura de Siria, como consecuencia de la publicación de extractos del libro Tabai al istibadad ("Las características del despotismo, 1900) de Abd al-Rahman al-Kawakibi (1849-1902). La polémica que despertó tales publicaciones fue la temática del libro, caracterizada por denunciar la tiranía humana y abogar por la libertad. Tras su despido, Tamer decidió viajar a Londres, abandonando su país natal.

### 1980 en adelante
Entre el 1981 y el 1982 trabajó como jefe de redacción de la revista Al Dustoor. Un año más tarde, adoptó el puesto de editor de la revista cultural Al Tadhamon (1983-1988). Finalmente, entre 1988-1993 ocupó tanto el cargo de jefe de redacción de la revista Al Naqid, como el de editor cultural de la editorial Riyadh Al Rayes.
También escribió para varios periódicos y revistas publicados en Londres, como Al-Quds Al-Arabi.
En enero de 2012, Zakaria Tamer, decidió aventurarse en Facebook y creó una página titulada "La Espuela" (Al-Mihmaz). La página contiene artículos diarios donde se detalla toda su trayectoria literaria, enmarcada por la dimensión política y cultural en la que se hallaba el autor.I recientemente la página ha centrado toda su atención a un suceso muy presente en actualidad, el levantamiento de Siria.

## Citas
Nos engañamos a nosotros mismos si creemos que una obra literaria escrita y publicada en un país donde el 70 por ciento de la población es analfabeta, puede cambiar la vida política y social del país .. que depende de la organización política. . y no a la literatura romántica .. para cambiar la situación actual.

## Premios
- 2001: Fundación Cultural Sultan Bin Ali Al Owais: Premio de Cuentos y Novelas Teatro[6]
- 2002: Honrado y ha invertido con la Orden del Mérito sirio[7]
- 2009: Se le otorga el Blue Metroplis Montreal premio literario Internacional[8]

## Trabajos
- Portada de las víctimas Sátira de su asesino
- Colección alemana "Ejecución de la Muerte"
- Traducción ruso colección de cuentos
- Traducción española de The Thunder "Al Rad"

Hasta la fecha ha publicado once libros de cuentos, dos colecciones de sátira artículos y docenas de libros para niños.

### Colección de relatos cortos
- El relincho del caballo blanco (1960) صهيل الجواد الابيض [Ṣahīl al-Jawād al-Abyaḍ]
- Primavera entre las cenizas (1963) ربيع في الرماد [Rabi ʿ fī l-ramad]
- El trueno, (1970) الرعد [Ar-ra ʿ d]
- Los incendios de Damasco, (1973) دمشق الحرائق [Dimashq al-Ḥarāiq]
- Tigres en la X Jornada, (1978) النمور في اليوم العاشر [Al-Numūr fī l-Yawm al-ʿ Ashir]
- Citación de Noé, (1994), نداء نوح [Nida Nuh]
- Nos reiremos, (1998) سنضحك [Sanaḍḥak]
- SI!, (1998) أف!
- Envidia, (2000) الحصرم [Al-Ḥiṣrim]
- Rompiendo las rodillas, (2002) تكسير ركب [Taksīr Rukab]
- El Erizo, (2005) القنفذ [Al-Qunfuḏ]

### Colecciones de artículos satíricos
- Glorias, Árabes, Glorias, (1986) Amjad Ya árabe amjad
- Sátira de la víctima de su asesino, (2003)

### Otras colecciones
- ¿Por qué el río se calló?, Silencio (1973) لماذا سكت النهر [Limāḏā Sakata al-Nahr]
- La Flor habló con el pájaro, (1978) قالت الوردة للسنونو [Qālat al-Warda Lilsununu]

### Traducciones
- Rompiendo las rodillas, (2008), traducido por Ibrahim Muhawi (Reading, Reino Unido: Garnet Publishing)

### Trabajo editorial
- 1960-1963, Escritores y Publicadores Departamento del Ministerio de Cultura de Siria
- 1963-1965, Editor del seminario Al Mawqef Al Arabi, Siria
- 1965-1966, Guionista de TV Jeddah, KSA
- 1967, Comenzó su trabajo en Siria para el Ministerio de Información
- 1967-1970, Jefe del Departamento de Drama de la televisión siria
- 1970-1971, Jefe de redacción de "los niños" Rafi revista, Siria
- 1972-1975, Jefe de redacción de Al Mawqef Al Adabi revista, Siria
- 1975-1977, Jefe de redacción de "los niños" Osama revista, Siria
- 1978-1980, Jefe de redacción de Al Ma'arifa revista, Siria
- 1980-1981, Siria Ministerio de Cultura
- 1981-1982, Jefe de redacción de Al Dustoor revista, Londres
- 1983-1988, Editor de cultura de Al Tadhamon revista, Londres
- 1988-1993, Jefe de redacción de Al Naqid revista y redactor cultural en Riyadh Al Rayes Publishing House, Londres

### Otras actividades
- Co-fundador de la Unión de Escritores árabes en Siria 1969, miembro de la Mesa Ejecutiva y Vicepresidente durante cuatro años
- Participó en varios eventos literarios en los países árabes
- Miembro del jurado de numerosos concursos literarios árabes e internacionales

### Periodismo
- 1989-1994, Al-Quds Al-Arabi, escribió artículos para diarios Al-Quds Al-Arabi periódico, Londres
- 2002, Azzaman Periódico
- 2006, Al Tawra Periódico (Revolución)